# Capitán (Rvfv, Anitta e Sfera Ebbasta)
Capitán è un singolo del cantante e rapper spagnolo Rvfv, della cantante brasiliana Anitta e del rapper italiano Sfera Ebbasta, pubblicato il 26 maggio 2023.

## Descrizione
Il brano è stato scritto da Rvfv, Anitta e Sfera Ebbasta, ed è stato prodotto da Pablo Mas.
Musicalmente il brano è composto con un tempo allegro di 135 battiti per minuto e in tonalità di Fa diesis maggiore.

## Video musicale
Il video musicale della canzone è stato pubblicato sul canale YouTube di Rvfv ed è stato diretto da Fabricio Jiménez.. È stato girato nella città di Miami, negli Stati Uniti.

## Tracce
Testi di Gionata Boschetti, Larissa de Macedo Machado, Rafael Ruiz Amador, musiche di Pablo Villarejo Mas.
1. Capitán – 3:44

## Classifiche
| Classifica (2023) | Posizione massima |
| ----------------- | ----------------- |
| Italia            | 26                |
| Spagna            | 100               |